# Anaxyrina cyanopa
Anaxyrina cyanopa är en fjärilsart som beskrevs av Edward Meyrick 1918. Anaxyrina cyanopa ingår i släktet Anaxyrina och familjen Lecithoceridae. Inga underarter finns listade i Catalogue of Life.